# Ian Garrison
Ian Garrison (* 14. dubna 1998) je americký profesionální silniční cyklista jezdící za UCI Continental Team L39ION of Los Angeles.

## Úspěchy
2016
Tour de l'Abitibi
vítěz 4. etapy
Národní šampionát
2. místo časovka juniorů
Trofeo Karlsberg
3. místo celkově
Mistrovství světa
 3. místo časovka juniorů
2017
Tour Alsace
vítěz prologu (TTT)
Panamerický šampionát
 2. místo časovka do 23 let
2. místo Kattekoers
Tour de Beauce
10. místo celkově
2018
Tour Alsace
vítěz prologu
Le Triptyque des Monts et Chateaux
4. místo celkově
2019
Národní šampionát
 vítěz časovky
 vítěz časovky do 23 let
Mistrovství světa
 2. místo časovka do 23 let
Le Triptyque des Monts et Châteaux
2. místo celkově
10. místo Hafjell GP

#### Výsledky na Grand Tours
| Grand Tour      | 2020 | 2021 |
| --------------- | ---- | ---- |
| Giro d'Italia   | —    | —    |
| Tour de France  | —    | —    |
| Vuelta a España | 127  | —    |

#### Výsledky na klasikách
| Monument               | 2020 | 2021 |
| ---------------------- | ---- | ---- |
| Milán – San Remo       | —    | —    |
| Kolem Flander          | —    | —    |
| Paříž–Roubaix          | NS   | —    |
| Lutych–Bastogne–Lutych | —    | —    |
| Giro di Lombardia      | —    | —    |
| Klasika                | 2020 | 2021 |
| Amstel Gold Race       | NS   | DNF  |
| Valonský šíp           | 141  | —    |

| —   | Nezúčastnil se |
| DNF | Nedokončil     |
| NS  | Nekonalo se    |